# أوسمة الدولة التقديرية
أوسمة الدولة التقديرية هن أوسمة شرعت بموجب قانون تكريم العلماء والمفكرين والمبدعين رقم 27 لسنة 1980، وهو القانون الذي شرع جائزة ووسام الدولة التقديرية، التي تمنح للعلماء، والمفكرين، والمبدعين، ونصت المادة السابعة على استحداث الأوسمة التالية:
اولا ـ تنشا سبع جوائز واوسمة ذهبية تسمى جوائز واوسمة الدولة التقديرية وهي :
1. جائزة ووسام الدولة للعلوم والتكنولوجيا.
2. جائزة ووسام الدولة للعلوم الاجتماعية والاقتصادية.
3. جائزة ووسام الدولة للفلسفة والمنطق.
4. جائزة ووسام الدولة للفنون الجميلة.
5. جائزة ووسام الدولة للغات والاداب.
6. وسام خالد بن الوليد للعلوم العسكرية.
7. جائزة ووسام الدولة للقانون والقضاء.
8. ثانياً ـ تحدد اوصاف اوسمة الدولة التقديرية بنظام.

إلا أن هذه الأوسمة لم تُنفذ لسبب غير معروف.